# Rio Coliba
O Rio Coliba é um rio da Romênia, afluente do Râul Mic, localizado no distrito de Alba.